# 西﨑彩智
西崎 彩智（にしざき さち、1967年 - ）は、日本の実業家、お片づけ習慣化コンサルタント。株式会社Homeport代表取締役。

## 経歴
- 2013年4月 - 離婚。これが片づけに向き合う転機となる[1]。
- 2015年9月 - 起業
- 2018年1月 - 家庭力アッププロジェクト®︎を開始
- 2018年3月 - 親子de片づけプロジェクトを開始
- 2019年2月 - 株式会社Homeport（法人番号：6290001084198）を設立
- 2020年6月 - 家庭力アッププロジェクト®︎オンライン講座を開始
- 2021年9月30日 - 家庭力アッププロジェクト®︎の活動を元にForbes JAPAN WOMEN AWARD 2021を受賞[2]
- 2021年11月 - 日本お片づけ教育推進協議会（法人番号：9010405020427）代表理事に就任[3]
- 2022年1月 - 教育立国推進協議会 民間人有識者メンバーとして参加[4]

## 人物
大学では心理学を専攻。大学卒業後、ハウスメーカーのインテリアコーディネータとして働く中で、家の仕組みを整えることと家族の生活動線の大切さに気づく。
24歳で結婚し、20年間専業主婦として2人の子育てに専念していたが、2011年2月に夫がリストラされたのを機に生活が一変する。家計を支えるために仕事を探したが、20年間も専業主婦をしていたので正社員で雇ってくれるところはなく、やっと決まったのは時給800円のヨガスタジオの受付というアルバイトの仕事だった。月50時間のパート代に貯金を崩し、実家の親からも助けを得てどうにか家計を支えた。
2013年6月、46歳のときに離婚する。離婚後、家の不要物を徹底的に処分したことで「物に縛られる生活」だったことに気づくと同時に、親子関係や仕事が順調になり、家の中の状態が人に与える影響の大きさを思い知る。また、ヨガスタジオでは店長に昇格し、店長としてスタジオに通う多くの女性から恋愛・結婚・育児・離婚などの相談に応じるようになるが、特にママは子ども優先となり、優しい人ほど暮らし方に迷いが出て、物が溢れてしまうことに気づき、そのような女性の力になりたいと考えるようになる。
しかし、離婚は成立したものの失業中の前夫からは養育費の支払いはなく、ヨガスタジオの店長職でも手取りは十数万円ほどであり、自分の持ち物を売るなどして、生活費はなんとかやりくりしていた。先行きの不安は尽きず、このままヨガスタジオの仕事を続けることを悩み始めた頃、たまたま「起業塾」の広告を目にしたことからセミナーに参加し、起業を決意する。また、この起業塾で知り合った男性と一年後に再婚する。
専業主婦時代に友人とチームを組んで、片づけ代行をしていたことがあったが、起業を目指していたとき、知人から家の片づけを依頼されるようになり、一人で始めてみようと思い立った。
2018年1月、片づけ・自分の人生・夫婦間のコミュニケーションを軸にママたちが自分らしくご機嫌な毎日になることを目指す「家庭力アッププロジェクト®︎」を福岡県で初開催した。2019年には東京都や大阪府でも開催するなど、開催地に広がっていき、2020年にはオンライン講座も始めた。2022年2月現在、「家庭力アッププロジェクト®︎」はこれまでに国内外から1,500人以上が受講し、2021年にはこれらの業績から「Forbes JAPAN WOMEN AWARD 2021」を受賞した。
片づけに苦しみ、救われた経験を背景に「人が決めたルールの中で片づけない」という信念を持ち、片づけの意味を発信している。

## 活動

### テレビ番組
- ノンストップ!（2020年11月6日[13]、2021年2月26日[14]）
- ももち浜ストア（2021年2月9日）[15]

### ラジオ番組
- 西崎彩智の家庭力アッププロジェクト（ラジオ大阪、毎月第1、3、5土曜17時半に放送）[1][16]

### 掲載
- 今すぐ実践できる！年収1000万円プレーヤーの家庭に共通する5つの特徴（2020年5月29日、DIME）[17]
- 「卒家事」のすすめ　コロナ禍で「家事の意義」見失い苦悩する主婦増加（2021年6月5日、with online）[18]
- ｢キャリア女性の部屋には地雷がある｣専業主婦歴20年･片付けのプロが見た女性たちの危機的状況（2022年7月7日、プレジデントオンライン）[19]
- 「片付けの神髄」ラジオで発信　西崎彩智さん（2021年9月1日、プレジデントオンライン）[20]

### コラム
| 記事名                                                                                 | 公開日        | 出典   |
| -------------------------------------------------------------------------------------- | ------------- | ------ |
| 「片づけ問題」スッキリ解決する方法は?お片づけ習慣化コンサルタントが教える5つのメソッド | 2021年6月24日 | [ 22 ] |

| 記事名                                                                                      | 公開日         | 出典   |
| ------------------------------------------------------------------------------------------- | -------------- | ------ |
| 数年来の汚部屋を見違えるほどキレイに…「お片づけ習慣化」コンサルタントのビフォー・アフター   | 2021年5月10日  | [ 23 ] |
| 片づけできない40代女性の汚部屋が、なぜキレイに? 「後回しグセ」ビフォー・アフター            | 2021年5月17日  | [ 24 ] |
| 「片づけられない＝ズボラ」ではない! お片づけ習慣化コンサルタントが『7つの習慣』を薦める理由 | 2021年5月24日  | [ 25 ] |
| 部屋にモノはなくても…本当に捨てたかったのは「彼」との関係 人生のお片づけビフォー・アフター  | 2021年7月5日   | [ 26 ] |
| 「片づけなんかでうまくいかない…」そう言われるほど燃えた、私の人生ビフォー・アフター         | 2021年7月19日  | [ 27 ] |
| 末っ子の「お言葉」が背中を押した、夫婦関係と「開かずの間」のビフォー・アフター              | 2021年8月2日   | [ 28 ] |
| ビフォー／アフターは部屋だけじゃない!夫の「箱買い」対策も変わった                           | 2021年8月16日  | [ 29 ] |
| 偏差値35から64へ! 家が片づいたら息子2人の成績が同時にアップ                                 | 2021年9月6日   | [ 30 ] |
| 「離婚しかない」を「ずっと一緒に」に変えた片づけ                                            | 2021年9月20日  | [ 31 ] |
| 家一軒まるごと片づけたら「モラハラ夫」を克服できた                                          | 2021年10月4日  | [ 32 ] |
| 汚部屋を脱出したら、毒親からも卒業できた                                                    | 2021年10月18日 | [ 33 ] |
| 片づけたら念願の年収1000万円達成!「家計力」もアップした                                     | 2021年11月1日  | [ 34 ] |
| 「離婚の前に」と片づけたら夫と義母の罵声が消えた                                            | 2021年11月15日 | [ 35 ] |
| 動線を見直しながら片付けたら、娘の部屋の床から洋服が消えた                                  | 2021年11月29日 | [ 36 ] |
| キッチンを片づけたら不登校の息子が自分を取り戻した                                          | 2021年12月13日 | [ 37 ] |
| ワンルームの床が見えたら、過干渉な母の影響から逃れられた                                    | 2021年1月3日   | [ 38 ] |
| 大久保嘉人が初めて作ったみそ汁は「みそなし」!トークイベントで語る                           | 2021年1月17日  | [ 39 ] |
| 夫がため込んだマスク1400枚の片づけ方                                                        | 2022年1月31日  | [ 40 ] |
| 母の遺品を片づけたら姉妹が本音で話し合えた                                                  | 2022年2月14日  | [ 41 ] |
| 物置部屋を片づけたら不登校の息子も自分も前向きになれた                                      | 2022年2月28日  | [ 42 ] |
| 汚玄関に汚風呂に汚部屋。片づけたら自分に自信が持てた                                        | 2022年3月15日  | [ 43 ] |
| 片づけたら倒産寸前の夫の会社がV字回復した                                                   | 2022年3月28日  | [ 44 ] |
| 片づけたら、夫が家事メンで理想の男性だとわかった                                            | 2022年4月11日  | [ 45 ] |
| 片づけたら「どうせ、二日坊主やろ」と言う息子と夫を見返せた                                  | 2022年4月25日  | [ 46 ] |
| 片づけたら家が「パワースポット」に変身 不登校の子も母も前進できた                           | 2022年5月16日  | [ 47 ] |
| 片づけたら「夫はそこまで嫌なヤツじゃなかった」と思えた                                      | 2022年5月30日  | [ 48 ] |
| 片づけたら、ギクシャクしていた部下とじゃれあえる仲になった                                  | 2022年6月13日  | [ 49 ] |
| 片づけたら、20年以上、否定し怒鳴っていた「重荷夫」が変わった                                | 2022年6月27日  | [ 50 ] |
| 片づけたら、24時間仕事ばかりの生活をやめられた                                              | 2022年7月11日  | [ 51 ] |

| 記事名                                                                          | 公開日        | 出典   |
| ------------------------------------------------------------------------------- | ------------- | ------ |
| 「幸せな家庭」と「片付け」が切り離せない深い理由 ~家庭力を高める新連載スタート! | 2022年4月9日  | [ 53 ] |
| “朝活”習慣で新生活をスタートさせよう!誰でもできる“朝活習慣化”成功のコツとは?    | 2022年4月16日 | [ 54 ] |
| 成人年齢の引き下げ! 子供の「自立」がより重要になるわけとは?                     | 2022年4月23日 | [ 55 ] |
| 子育てのゴールと、お子さんの自立を育む接し方とは?                               | 2022年4月30日 | [ 56 ] |
| 家の片付けは「キッチンから」が正解!                                             | 2022年5月14日 | [ 57 ] |
| この時期にお片づけをやっておくべき3つの理由                                     | 2022年5月19日 | [ 58 ] |
| リビングの湿気対策で、体調まで整う!【今すぐできる梅雨の準備1】                  | 2022年5月21日 | [ 59 ] |
| お風呂場のカビ対策 【今すぐできる梅雨の準備2】                                  | 2022年5月28日 | [ 60 ] |
| めんどくさい衣替えをラクに楽しくする3つの方法                                   | 2022年6月4日  | [ 61 ] |
| 汚部屋は太る原因!片づけでダイエット効果アップ                                   | 2022年6月11日 | [ 62 ] |
| 「ママ友を気軽に誘える家」にするための第一歩は、朝の10分片づけから!             | 2022年6月18日 | [ 63 ] |
| 「ママだけが片づける」のはもう嫌！ 家族の協力を得るために大切なこと             | 2022年6月25日 | [ 64 ] |
| リビングがすっきり片付く!3つの超基本ルール                                      | 2022年7月2日  | [ 65 ] |
| 本格的な夏直前こそ要注意!玄関、キッチン、クローゼットの片づけを見直してみる     | 2022年7月9日  | [ 66 ] |

### 講演
| 講座名                                                 | 開催日        | 出典   |
| ------------------------------------------------------ | ------------- | ------ |
| 私も両親もハッピーな空間に「実家」のお片づけセミナー   | 2022年6月24日 | [ 67 ] |
| 更年期の今だからこそ たった3つの法則で片づけ上手になる | 2022年9月9日  | [ 68 ] |

| 講座名                   | 開催日         | 出典  |
| ------------------------ | -------------- | ----- |
| 人間力を鍛える片付け講座 | 2021年12月22日 | [ 2 ] |
| 人間力を鍛える片付け講座 | 2022年1月19日  | [ 2 ] |

| 講座名                                                                  | 開催日         | 出典   |
| ----------------------------------------------------------------------- | -------------- | ------ |
| お片づけ習慣化コンサルタントにしざきさちの『家族で “つながりお片づけ”』 | 2021年11月13日 | [ 69 ] |
| お片づけ習慣化コンサルタントにしざきさちの『家族で “つながりお片づけ”』 | 2021年11月27日 | [ 69 ] |